# Malhador
Malhador là một đô thị thuộc bang Sergipe, Brasil. Đô thị này có diện tích 102,2 km², dân số năm 2007 là 11728 người, mật độ 114,76 người/km².